# クリス・ジャルジンスキー
クリス・ジャルジンスキー（Christopher Jarzynski, 1965年11月23日 - ）は、アメリカ合衆国の物理学者。

## 略歴
ワシントンD.C.に生れる。1987年プリンストン大学卒業。1994年にカリフォルニア大学バークレー校で博士号を取得。同年ワシントン大学助手、1996年から2006年までロスアラモス国立研究所でも勤務した。同年、メリーランド大学助教授、2010年同大学教授。2014年からは同大学UMCPの学部長も務めている。2019年にはラルス・オンサーガー賞を受賞した。既婚者である。

## 業績
博士論文は断熱におけるカオスについてのものであった。その後の主な研究分野は非平衡の統計力学であり、1997年には非平衡の流体力学についての新たな公式を発見した。この公式により、生物物理学の分野にも大きく貢献した。その後はデータ処理を熱力学的に研究することも行っている。